# Cytochrom c

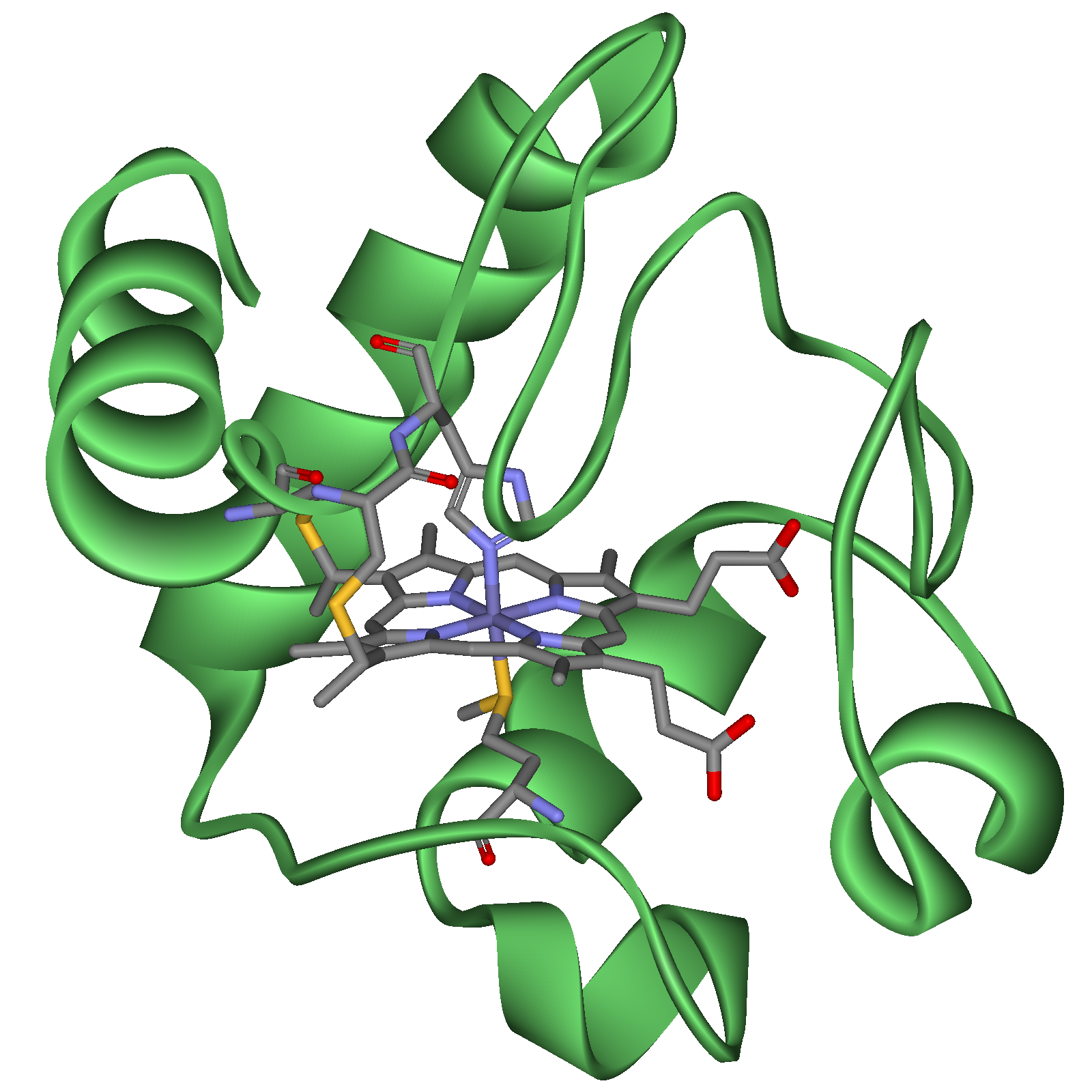
Struktura cytochromu c

Cytochrom c – hemoproteina pełniąca funkcję transportera elektronów w łańcuchu oddechowym pomiędzy kompleksem cytochromów bc1 a oksydazą cytochromową w mitochondriach. Rodzina cytochromów c jest jedną z najlepiej scharakteryzowanych rodzin białek.
Masa cząsteczkowa cytochromu c wynosi 12,4 kDa. Jest to białko o długości 104 aminokwasów w łańcuchu peptydowym połączonym z cząsteczką hemu.
Cytochrom c bierze udział także w procesie apoptozy. Uwolniony do cytoplazmy z przestrzeni międzybłonowej mitochondriów dzięki działaniu białek Bax i Bak, wiąże się z białkami adaptorowymi. Adaptory następnie agregują i wiążą prokaspazy, co rozpoczyna kaskadę kaspaz prowadzącą do apoptozy komórki.